# Амельфино
Амельфино — деревня в Волоколамском районе Московской области России.
Относится к сельскому поселению Чисменское, до муниципальной реформы 2006 года относилась к Анинскому сельскому округу. Население — 5 чел. (2010).

## Население
| 1852 | 1859 | 1926 | 2002 | 2006 | 2010 |
| ---- | ---- | ---- | ---- | ---- | ---- |
| 167  | ↗188 | ↗252 | ↘0   | →0   | ↗5   |

## Расположение
Деревня Амельфино расположена примерно в 11 км к востоку от центра города Волоколамска, на левом берегу реки Каменки (бассейн Иваньковского водохранилища), в окружении лесов. В деревне одна улица — Родниковая, зарегистрировано 5 садовых товариществ. Ближайшие населённые пункты — деревни Лысцево и Шишкино.

## История
Деревня Амельфина (Омельнево) ранее принадлежала боярскому роду Белеутовых. В 1530—1531 годах деревня была передана Иосифо-Волоколамскому монастырю. В 1762—1763 годах деревня перешла в государственные владения. В 1840—1850-х годах деревня входила в состав второго стана Волоколамского уезда. В то время в деревне было 19 дворов и 167 жителей.
Ближайшая церковь находилась далеко от Амельфино, и поэтому 18 июня 1857 года было принято решение о строительстве в деревне храма Святителя Николая Чудотворца. Храм был построен в 1861 году.
В «Списке населённых мест» 1862 года Амельфино — казённая деревня 2-го стана Волоколамского уезда Московской губернии по левую сторону почтового Московского тракта (из Волоколамска), в 13 верстах от уездного города, при реке Березовце, с 22 дворами, 3 фабриками и 188 жителями (93 мужчины, 95 женщин).
По данным на 1890 год село Амельфино входило в состав Аннинской волости Волоколамского уезда, в нём располагалось земское училище, число душ мужского пола составляло 90 человек.
В 1913 году — 50 дворов, земское училище, 2 чайных, отбельная фабрика.
По материалам Всесоюзной переписи населения 1926 года — село Шишкинского сельсовета Аннинской волости, проживало 252 жителя (112 мужчин, 140 женщин), насчитывалось 59 крестьянских хозяйств, имелась школа.
С 1929 года — населённый пункт в составе Волоколамского района Московской области.

## Достопримечательности

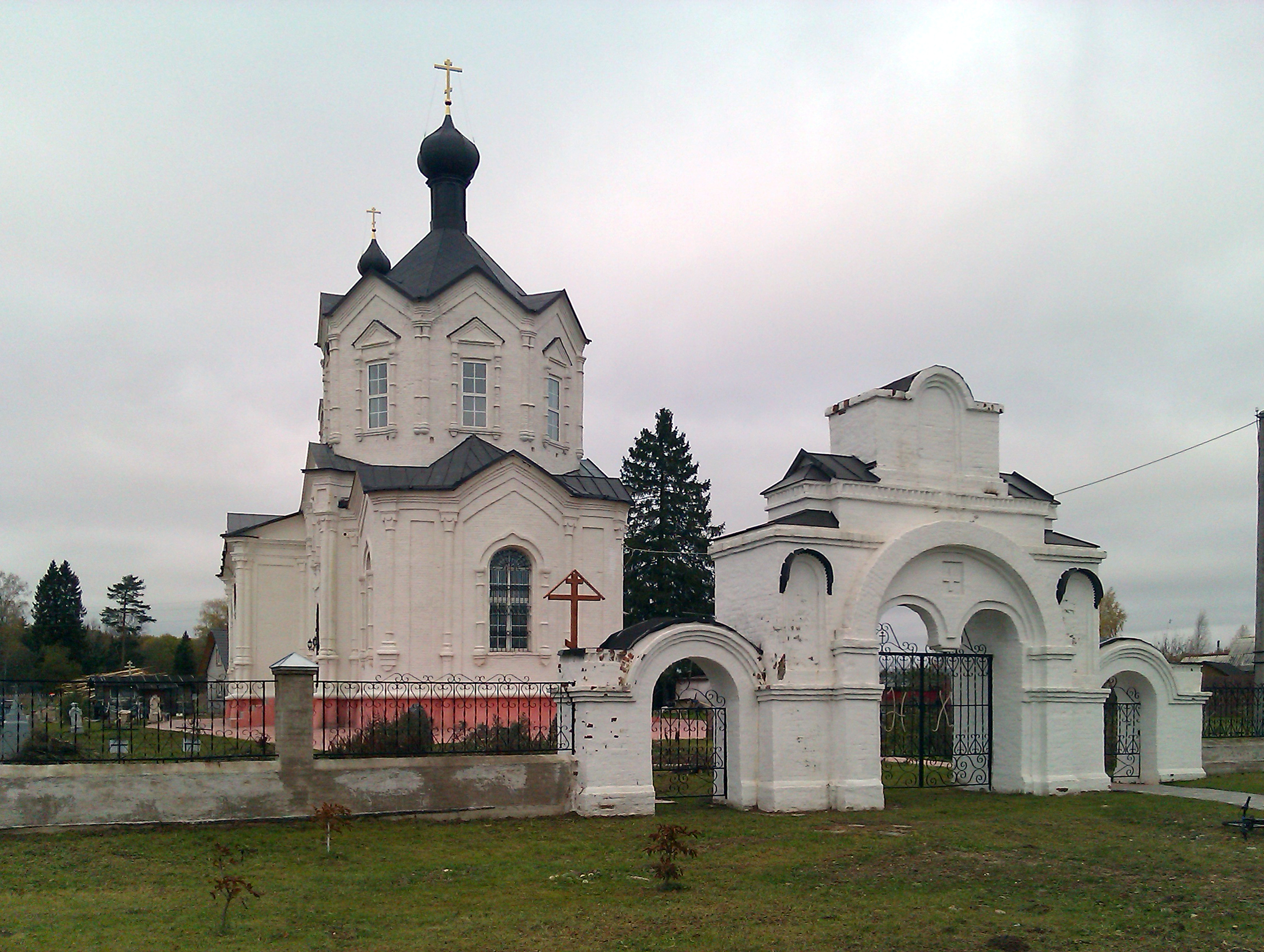
Никольская церковь

В деревне Амельфино расположена церковь Николая Чудотворца. Церковь с трапезной и колокольней была построена в 1861 году в русском стиле. Тип здания — восьмерик на четверике. В 1930-х годах церковь была закрыта, а в 2004 — вновь открыта после реставрации. Церковь Николая Чудотворца имеет статус памятника архитектуры местного значения.